# Hypodynerus duckei
Hypodynerus duckei är en stekelart som först beskrevs av Berton 1918.  Hypodynerus duckei ingår i släktet Hypodynerus och familjen Eumenidae. Inga underarter finns listade i Catalogue of Life.